# Instituto Brasileiro de Medicina de Reabilitação
O Centro Universitário IBMR é uma instituição privada de ensino superior brasileira com três campi na cidade do Rio de Janeiro – Barra, Botafogo e Catete - o IBMR é composto, também, por duas Clínicas Escola. Fundada em 1969 pelo Dr. Hermínio da Silveira, a instituição oferece cursos de graduação (nas modalidades presencial, semipresencial e EAD), pós-graduação lato sensu e extensão e completou 50 anos em 2019. 
Em 2018, o IBMR recebeu o Conceito Institucional máximo (cinco) no processo de avaliação para o Recredenciamento Institucional conduzido pelo Ministério da Educação (MEC), e pode ser considerado um dos três melhores Centros Universitários privados do Estado do Rio de Janeiro. 
A instituição oferece mais de 120 cursos, sendo 52 de graduação, entre bacharelados, licenciatura e tecnólogos, e 75 cursos de pós-graduação lato sensu. 

## História
O IBMR foi fundado em 1969 pelo Dr. Hermínio da Silveira, no atual campus Catete, com o nome oficial de Curso Cooper. O embrião do centro universitário era um curso de ensino supletivo de 1º e 2º graus e curso preparatório para vestibular.
Em 1974, o Curso Cooper se transformou em Centro Universitário Hermínio da Silveira. Com o objetivo principal de difundir educação e cultura em todo o território nacional, ofereceu, inicialmente, cursos livres de Fonoaudiologia e Ortóptica, sendo a primeira instituição de ensino superior do Estado a abrir esses últimos dois cursos. Em 1979, passou a oferecer novos cursos na área de Saúde: Técnico e Auxiliar de Enfermagem, Nutrição e Dietética, Acupuntura, Patologia Clínica e Massoterapia.
Em 1983, abriu o seu primeiro curso de pós-graduação lato sensu (Docência do Ensino Superior) e criou a Faculdade de Ciências da Saúde e Sociais.
A nova sede, na Praia de Botafogo, foi inaugurada em 1990. 
Os primeiros atendimentos à população tiveram início em 1992, no chamado Centro de Reabilitação do Campus Catete (Fonoaudiologia, Fisioterapia, Ortóptica, Campimetria, Psicologia, Psicomotricidade, Serviço de Psicologia Aplicada e Especialidades Médicas), o que, mais tarde, veio a se tornar a primeira Clínica Escola do centro universitário.
Em 2011, o Campus Barra foi inaugurado, novos cursos foram lançados e o atual Global Office, que promove a internacionalidade e a empregabilidade, foi inaugurado.
Em 2018, o centro universitário passou pelo processo de Recredenciamento Institucional do Ministério da Educação (MEC) e conseguiu alcançar o conceito máximo (cinco), reforçando a sua qualidade. Somente em 2019, o IBMR recebeu Conceito de Curso (CC) máximo em três cursos: Ciências Contábeis, Marketing e Gestão de Recursos Humanos.
A instituição completou 50 anos de existência no dia 18 de junho de 2019, e, para comemorar a data, deu início à campanha “Canectado com o Planeta”. Desenvolvida pela Escola de Comunicação, Design, e Educação, a ação pretende eliminar o descarte de cerca de 15 quilômetros de copos plásticos descartáveis, uma pilha quase duas vezes maior que o Everest, a montanha mais alta da Terra. A ideia do projeto é que os colaboradores da instituição deixem de usar copos descartáveis e os substituam por canecas. Isso pode significar uma redução de até 700 copos plásticos por funcionário ao ano, somando mais ou menos 188.400 unidades a menos na natureza.

## Conceitos Institucionais

### Missão
Atuar com práticas inovadoras e de excelência no ensino, na extensão e nos processos de gestão de maneira a difundir o conhecimento, socializar boas práticas e formar profissionais que promovam o desenvolvimento da sociedade. 

### Visão
Ser uma Instituição de Educação reconhecida pela sua excelência acadêmica e pelos processos de gestão, com uma atuação que contribua para o desenvolvimento da sua comunidade acadêmica e da sociedade. 

### Valores
» Responsabilidade corporativa, compromisso social, transparência e ética.
» Convívio universitário saudável, fraterno e coletivo.
» Participação ativa do indivíduo no seu desenvolvimento e crescimento.
» Respeito à diversidade, com estímulo ao pensamento crítico e ao relacionamento multicultural.
» Aprendizado técnico e profissional, porém sem perder a visão humanista.
» Trabalho participativo e em equipe. 

## Campi

### Campus Barra
Com o endereço na Avenida das Américas – 2603, o Campus Barra possui excelente localização e infraestrutura: instalações e laboratórios modernos, e aparelhos de ponta dão maior qualidade ao ensino; e a Clínica Escola ajuda os alunos a aprender na prática o que foi ensinado em sala de aula.

### Campus Botafogo
Localizado em um tradicional bairro da Zona Sul do Rio, o Campus Botafogo tem seu endereço na Praia de Botafogo – 158.

### Campus Catete
O Campus Catete está localizado na Rua Corrêa Dutra – 126. Ele concentra todos os cursos da Escola de Saúde, e conta com uma Clínica Escola, onde os alunos colocam em prática os aprendizados de sala de aula. 

## Graduação
Os Cursos de Graduação são divididos em dez Escolas: Ciências Biológicas e da Saúde; Gestão e Negócios, Comunicação & Artes,  Ciências Jurídicas; e Engenharias, Arquitetura e Urbanismo & Design, Ciências Agrárias & Meio Ambiente, Ciências Humanas, TI & Computação; e Turismo & Hospitalidade.